# Kwadwo Asamoah
Kojo Kwadwo Asamoah (ur. 9 grudnia 1988 w Akrze) – ghański piłkarz, który występował na pozycji obrońcy lub pomocnika. W latach 2008–2019 reprezentant Ghany. Uczestnik Mistrzostw Świata w 2010 oraz 2014 roku.
Najwięcej spotkań zaliczył dla włoskiego Juventusu. Występował  również w takich klubach jak:Inter Mediolan, Udinese Calcio i Cagilari Calcio.

## Kariera klubowa
Piłkarską karierę Asamoah rozpoczął w klubie Liberty Professionals FC z miasta Dansoman. W jego barwach zadebiutował w 2006 roku w ekstraklasie ghańskiej. Liczył sobie wówczas niespełna 18 lat i w drugiej części sezonu wywalczył miejsce w wyjściowej jedenastce. W 2007 roku zakończył sezon na 8. miejscu w tabeli.
W 2008 roku Asamoah wyjechał do Szwajcarii, do klubu AC Bellinzona. Został jednak wypożyczony do Torino FC, w którym nie wystąpił w żadnym spotkaniu, a następnie do Udinese Calcio. W Serie A zadebiutował 11 stycznia 2009 w zremisowanym 1:1 meczu z Sampdorią. 1 lipca 2012 roku podpisał kontrakt z Juventusem.

## Kariera reprezentacyjna
W 2008 roku Asamoah został powołany przez Claude’a Le Roy do reprezentacji Ghany na Puchar Narodów Afryki 2008, nie mając zaliczonego debiutu w kadrze A. Dostał numer 10 po Stephenie Appiahu, który przed samym turniejem doznał kontuzji. Wcześniej Kwadwo występował w reprezentacji U-21.